# 室谷洞窟
室谷洞窟（むろやどうくつ）は、新潟県東蒲原郡阿賀町にある洞窟遺跡。1980年（昭和55年）2月4日に国の史跡に指定された。また、室谷洞窟出土品も2000年（平成12年）12月4日に国の重要文化財に指定されている。

## 位置と概要
阿賀野川水系の室谷川の左岸、福島県境に近い山間部に室谷洞窟がある。同じく縄文草創期の遺跡として知られる小瀬ヶ沢洞窟から、さらに6.5キロほど上流にさかのぼったところにあり、この洞窟より上流には集落はない。洞窟は室谷川に臨む流紋岩の崖面に開口し、標高は218メートル、洞窟の高さは3メートル、幅は7メートル、奥行は8メートルである。
1960年、長岡市立科学博物館で考古部門を担当していた長岡出身の考古学者中村孝三郎が、新潟大学医学部解剖学教室の小片保（おがたたもつ）と共同で調査団を結成し、1961年、1962年にかけて3次の調査を行った。

## 出土品
洞窟内の堆積土は15層を数え、最上部の1層から5層までを上層、6層から15層までを下層と称する。上層・下層のそれぞれから多量の土器、石器、骨製品が出土した。時期的には、上層の遺物が縄文早期および前期、下層が草創期に属する。下層からは、かつて縄文土器の最古段階とみなされていた撚糸文土器よりさらに古い縄文草創期の土器が出土したことで、小瀬ヶ沢洞窟とともに縄文土器の編年上、重要な遺跡である。
上層からは撚糸文系、貝殻沈線文系、羽状文系の土器が出土するいっぽうで、下層からはさらに古い草創期の土器が出土している。「室谷下層式」と称されるこれらの土器は多縄文系（押圧縄文、回転縄文など複数の種類の縄文をほどこす）である。下層出土の土器は平底の深鉢形で、底面は隅丸方形に形成される。作り方は輪積法ではなく、板状の粘土を繋ぎ合わせて作っている。下層出土の土器をさらに細分すると、10層から13層で出土する古段階と、6層から9層で出土する新段階に分けられる。前者が押圧縄文主体であるのに対して、後者では押圧縄文は減って回転縄文主体になっている。
下層から出土する草創期の石器は、小瀬ヶ沢洞窟でみられた尖頭器は姿を消し、小型で茎（なかご）のない石鏃、掻器などの限られた種類になる。上層の石器は、磨製と打製の石斧、磨皿、砥石、石錐、石垂、石匙などが加わる。
骨製品は、下層ではわずか2点検出されたのみであった。上層では刺突具、骨針などの骨製品がある。獣骨はツキノワグマ、カモシカのものが多い。
上層からは早期および前期の人骨7体分が出土した。うち前期の3層から出土した女性人骨は屈葬されていた。他の人骨は破片の検出にとどまっている。
2000年12月に室谷遺跡出土の土器、石器、骨製品など1,402点が重要文化財に指定された。